# Алфред де Вињи
Алфред де Вињи (фр. Alfred de Vigny; Лош, 27. март 1797 — Париз, 17. септембар 1863) је био француски књижевник и члан Француске академије.

## Биографија
Алфред де Вињи рођен је 1797. године у месту Лош, у Турени, у старој племићкој породици. Још у детињству навикао се на гордо ћутање и повлачење у себе. Врло рано ступио је у војну службу, коју је после тринаест година (1827) дефинитивно напустио, разочаран у официрски позив. Пре тога, као веома млад, почео је да пише и ушао је у књижевне салоне. Љубав са песникињом Делфином Ге, која се није завршила браком, донела му је још једно разочарење. Касније, брачни живот није му донео срећу, као ни љубав ван брака: Мари Дорвал инспирисаће га за слику несталне и неверне жене која човеку доноси несрећу. Разочаран у све што је видео и доживео, и у личном и у јавном животу, Вињи се, не губећи наду, приближио хришћанском социјализму, а касније и Сен-Симоновом утопијском социјализму. Члан Француске академије постао је тек 1845. после седам кандидовања. Покушај да се, после фебруарске револуције (1848), бави политиком остао је без успеха. Љубав са песникињом Л. Коле, као и љубав са једном младом учитељицом, унела су нешто ведрине у песникове последње године живота испуњене неговањем болесне жене и патњама од сопствене болести. Умро је 1863. године. Вињијев Дневник једног песника (Le Journal d'un poete), издат 1867. и допуњен 1935. значајан је документ о песниковом животу и делу.

## Поезија
Вињијево песничко дело по обиму је прилично скромно: за живота је објавио само две песничке збирке, а једна је објављена постхумно. У поређењеу са обимом књижевне продукције других песника тог времена, као што су Ламартин и Иго, то дело је савременицима деловало мало. То је и један од узрока Вињијеве недовољне славе у време његовог живота и стварања, али и привидна безличност поезије која се изражавала у симболима и неспремност и незаинтересованост песника да ради на својој популарности.
Своје прве стихове Вињи је објавио 1820. у часопису Књижевни похранитељ (фр. Le Conservateur litteraire), који је уређивао Виктор Иго, а две године касније објавио је и прву збирку песама.

### Три песничке збирке

#### Песме
Године 1822. излази анонимно из штампе Вињијева збирка скромног наслова Песме (фр. Poemes). Садржала је свега 10 песама у којима се осећа делимични утицај Андре Шенијеа, видљив пре свега у избору тема и места (стари Рим) и чежњивим расположењима и благим тоновима. Издавајају се песме Хелена, инспирисана борбом Грка против Турака, као и Затвор и Несрећа, у којима је у извесној мери присутан утицај Бајрона. Иако се већ у овој првој збирци налазе неке карактеристичне Вињијеве песничке особине, он је и даље далеко од својих најбољих остварења.

#### Древне и модерне песме
Вињијева склоност, која се види већ у првој збирци, да, посматрајући садашњост, гледа у прошлост, сликајући разне цивилизације и културе и да у том смислу дели своје песме, обележева и другу његову збирку Древне и модерне песме (фр. Poemes antiques et modernes). Збирку је Вињи први пут објавио 1826, затим допуњено издање 1829. и коначно издање 1837. године. Поделио ју је у три књиге: Мистична, Античка и Модерна.
Мистична књига (фр. Livre mistique)је састављена од три поеме и уметнички је најуспелија. Прва поема, Мојсије, за основу и оквир има библијску легенду којом се песник служи да би преко Мојсијевог лика дао симбол човека који је изнад осталих по својој моћи, али је баш због тога усамљен, несхваћен и уморан. Изражавајући ову своју идеју, на оригиналан начин, Вињи је дао велики допринос развијању омињене романтичарске идеје о несхваћености и усамљености генија и ту ће идеју и касније користити. У другој поеми, Елоа или сестра анђела, такође симболичној, дата је слика безграничног сажаљења и жртвовања прожета дубоким песимизмом. Вињи се у њеном писању донекле угледао на енглеског песника Томаса Мура, али је и по обради и по основној замисли оригинална. У овој поеми се налази и мотив сажаљења анђела према сатани, потпуно непознат хришћанству и крајње несвакидашањан за то време. Мотив је плод Вињијеве имагинације и нема паралеле у традицији. Трећа поема у оквиру Мистичне књиге је Потоп у којој се песник буни против божанске свирепости и неумитности врховних закона.
Из Античке књиге издваја се поема Јефтејева кћи, која подсећа на Игоову Легенду векова и Античке поеме Леконта де Лила и у којој песник третира сличан мотив као и у Потопу. У Модерној књизи занимљива је песма Рог, где Вињи евоцира средњовековну прошлост тј. храброг Роланда у кланцу Ронсово који на крају остаје говото потпуно сам, слично као и Мојсије, јер се истиче својом снагом.

#### Суђаје
Збирка песама Суђаје (фр. Les Destinees) је ремек-дело Вињијеве поезије. Објавио ју је постхумно тестаментарни извршилац Луј Ратисбон 1864, годину дана након смрти песника, распоређујући песме према свом нахођењу, али пазећи о намерама и схватањима њиховог аутора. Распоред песама је тематски, што даје слику развоја Вињијеве мисли и неку врсту прегледа развоја и судбине човечанства према његовој замисли. У уводној песми, Суђаје, приказује се судбинска оптерећеност човечанства од његовог настанка, док завршна песма, Чисти дух, представља последњу тачку еволуције песникове мисли. Између ове две оквирне песме налази се неколико такође значајних песама за разумевање Вињијеве мисли. Пастирева кућа показује човеку остављеном самом себи путеве олакшања - лепоту природе, узвишеност мисли, благост жене. Самсонов гнев носи снажну симболичну слику патњи и разочарења које доноси вољена жена, додатно обогаћену личним песниковим искуством. Курјакова смрт преко призора снажног отпора, достојанствене патње и храброг умирања животиње даје пример човеку за стоичко подношење тешкоћа и немо и поносно прихватање трагичности људске судбине. Песма Маслинова гора је прожета метафизичким немиром и идејом светог Августина да Бог није поштедео ни сопственог сина. Из целе ове збирке исијава Вињијев песимизам, умерен и оплемењен сазнањем и прихватањем човекове судбине.

### Мисаони аспект Вињијеве поезије
Основна особина Вињијеве поезије је мисаоност, а од свих француских романтичара он је једини у правом смислу речи мислилац. С обзиром да није дао један потпуно изграђен и јасно формулисан систем он није и филозоф, али се зато у његовом делу могу наћи расути и фрагментарни елементи једног филозофског система. Из тих појединих поставки и размишљања произлазе неки општи закључци о Вињијевом односу према човеку, друштву, природи, Богу и другим темама.
У основи Вињијеве мисли је изражен песимизам који, ипак, не прераста у нихилизам и потпуну негацију свега. Према том схватању, људи су непријатељи, а у најбољем случају равнодушни према онима који се истичу својом појавом и делима. Осредњост је најраспрострањенија појава међу људима и што је човек узвишенији духом он је и усамљенији, а генијалност је нешто што се скупо плаћа у таквом друштву. Патња, по Вињијевом мишљењу општа, додатно се увећава са савршеношћу човека и његовог бића.
Утеху или ослонац не пружа ни природа, хладна и равнодушна према човековом постојању. Антиципирајући егзистенцијалисте Вињи сматра да човек, случајно бачен у ту природу, треба да смисао живота тражи изван и мимо ње.
Од природе није много другачије ни божанство, глуво и немо пред патњама човека. Бог, ако га уопште има, неосетљив је и, чак, осветољубив. За Вињија је неспојива сама идеја божанства са постојањем зла, патње и вечите сумње и неизвесности у човеку. Човеков одговор Богу треба да буде или презриво ћутање или захтев да се положе рачуни и дају објашњења за све небожанско што притиска човека и свет у коме живи.
Не падајући у нихилизам и општу негацију , Вињи тражи могуће излазе из оваквог стања. Прво прибежиште човеку остављеном од природе и од Бога, јесте свесно и храбро мирење са таквом судбином и стоичко подношење свега што живот доноси. Човек треба да у себи изгради религију части и дужности која ће га обавезивати на гордост и презир према невољи, чиме чува своје људско достојанство. Уз такву дужност нужно иду и самоодрицање и пожртвованост. Одбачен од друштва којим влада просечност човек не треба да у потпуности побегне од људи у апсолутну самоћу. Таквом друштву, у коме људи постају апатични, отуђени и непријатељски настројени једни према другима, поготово према највреднијим појединцима, Вињи претпоставља култ љубави, сажаљења и људске солидарности.
Песимизам, схваћен на Вињијев начин, није деструктиван. Он, оплемењен и обогаћен смислом, постаје подстрек за борбу и средство за духовни и интелектуални напредак човека. Гаранција тог напретка је човекова мисао која једино забележена и предата другима чува континуитет човекове спознаје света.

### Опште одлике
Многим одликама своје поезије Алфред де Вињи је антиципирао нека будућа поетска струјања у европској књижевности. У много чему та поезија је израз времена у коме песник живи и ствара, а приметан је и утицај претходних епоха.
Вињи пише систематски и избегава диктат тренутне инспирације, а основни тон песама је умерен и уздржан. Такав став Вињи дугује пре свега класичарима чији је утицај и даље јак почетком 19. века. Класичарима Вињи дугује и песнички речник, као и употребу одређених песничких слика. У том погледу он одудара од актуелног романтизма.
Романтичар је по израженој субјективности и темама које обрађује. Немир и незадовољство који се осећају у Вињијевој поезији такође одговарају духу времена и романтичарском расположењу.
Оно што се прво примећује код овог песника то је безличност у изразу. Међутим, она је привидна и последица је употребе симбола који замењују личну исповест, популарну и код просветитељских и код романтичарских писаца. Апстрактност у излагању такође је резултат изражавања у симболима. Ти Вињијеви симболи нису случајни. Прва етапа у настанку симбола је емоција песника око које се кристалише одређена идеја, а та се идеја затим заодева у рухо симбола. На тај начин, Вињијева симболика добија на пуноћи и оригиналности.
Осим симболизма, Вињи је антиципирао и егзистенцијализам 20. века тако што је филозофску мисао саопштавао песничким изразом.
Слично и свом целокупном делу, скромном по обиму, Вињи је успевао да са мало речи дочара неки призор, осећање или изрази мисао. У погледу версификације Вињи посебно негује строфу састављену од седам александринаца. Ти стихови су различите вредности, па ову поезију карактерише стално смењивање веома лепих и успелих и слабијих стихова.